# Brug 1541
Brug 1541 is een kunstwerk in het Amsterdamse Bos. Het Amsterdamse Bos ligt op de terreinen van de gemeente Amstelveen, maar de gemeente Amsterdam voert het beheer.
De brug voert naar een dijkje dat ligt te midden van het water Wetlands. Dit is een moerasachtige plas water op de plaats van de voormalige Vietnamweide tussen Sportpark Amstelpark en het Nieuwe Meer. In de plas liggen meerdere eilandjes die nauwelijks boven het wateroppervlak uitstijgen en kunnen dienen tot broedplaats van watervogels; het dijkje ligt wat hoger. Dit stukje Amsterdamse Bos werd aangelegd ter compensatie van een stuk wildernis dat verloren ging door plaatsing van genoemd sportpark, dat tot 1996 was gesitueerd bij Station Amsterdam-Zuid. Het werd tevens een barrière tegen mogelijke plannen het sportpark uit te breiden.  
De brug met bijnaam Wetlandsbrug dateert van rond 1995. In 1999 werden alle bruggen door MTD Landschapsarchitecten onderzocht op hun cultureel belang. Zij constateerden voor brug 1541 dat het voor het bos en omstreken een unieke brug is. Zij voerden aan:
- het is een drijvende brug (te vergelijken met een pontonbrug)
- de brug ligt als brug opvallend in het landschap, maar gaat vanwege haar onbewerkte hout op in haar omgeving
- de eenheid tussen houten dek en leuningen
- de brug lijkt geïnspireerd op bruggen die Piet Kramer van de Dienst der Publieke Werken voor het bos ontwierp (afgeronde toppen van de hoofdbalusters, toegepaste borstweringen).

Het onbewerkte hout maakt dat de brug gevoelig is voor vocht met als gevolg houtrot.

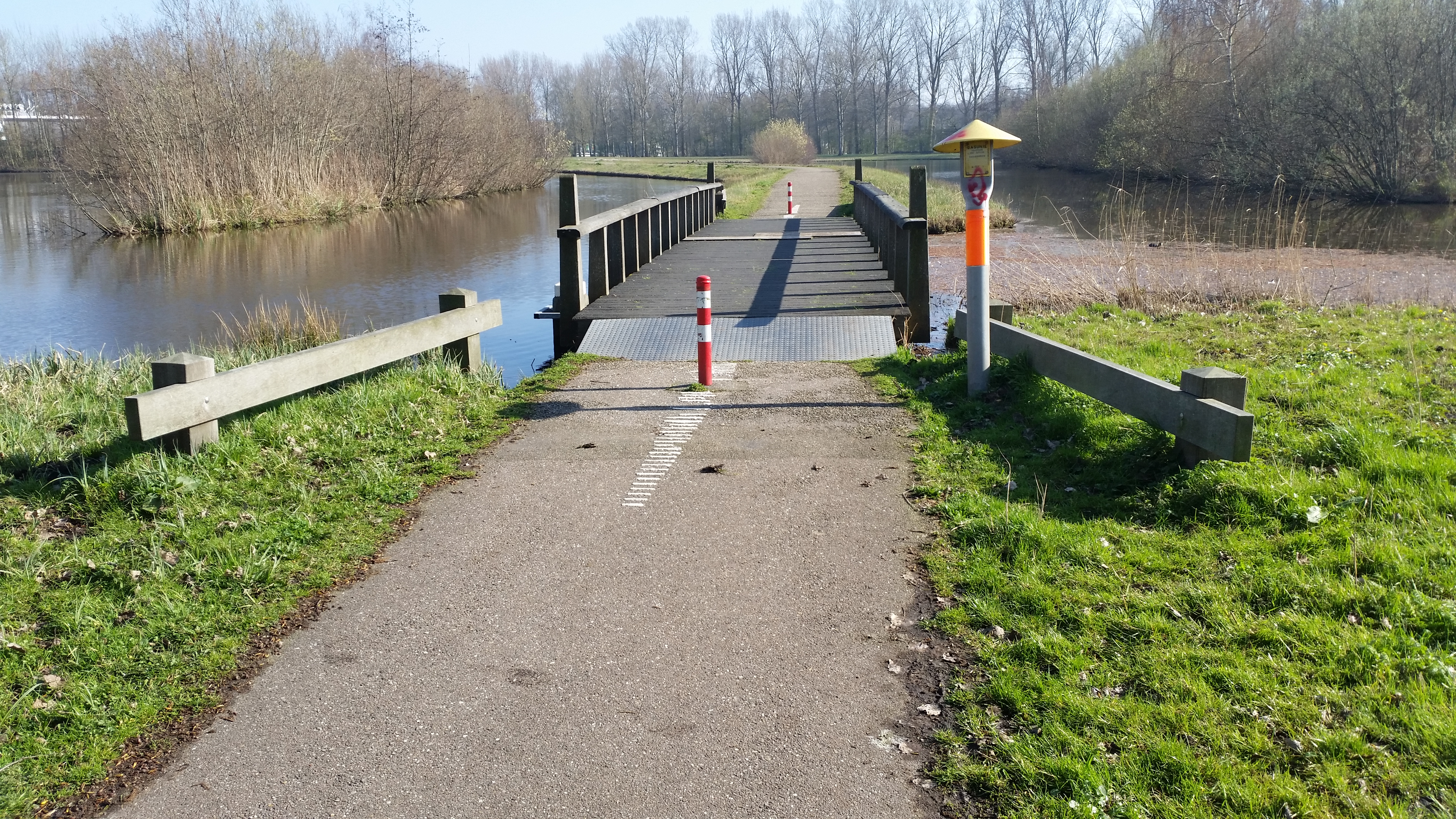
Overzicht met links en rechts eilandjes (maart 2019)